# Ralph Schwarz
Ralph Schwarz (Nieuwkoop, 28 marzo 1967 – Stati Uniti d'America, 17 settembre 1992) è stato un canottiere olandese.

## Biografia
È fratello minore del canottiere Sven Schwarz e zio di Bram Schwarz, entrambi canottieri di caratura internazionale.
Ha rappresentato i Paesi Bassi ai Giochi olimpici estivi di Seul 1988, classificandosi nono nei quattro senza. L'equipaggio comprendeva il fratello Sven, Tjark de Vries e Johan Leutscher.
È morto all'età di venticinque anni a causa di un incidente aereo negli Stati Uniti d'America.